# Staurochilus guibertii
Staurochilus guibertii är en orkidéart som först beskrevs av Jean Jules Linden och Heinrich Gustav Reichenbach, och fick sitt nu gällande namn av Eric Alston Christenson. Staurochilus guibertii ingår i släktet Staurochilus och familjen orkidéer. Inga underarter finns listade i Catalogue of Life.

## Bildgalleri

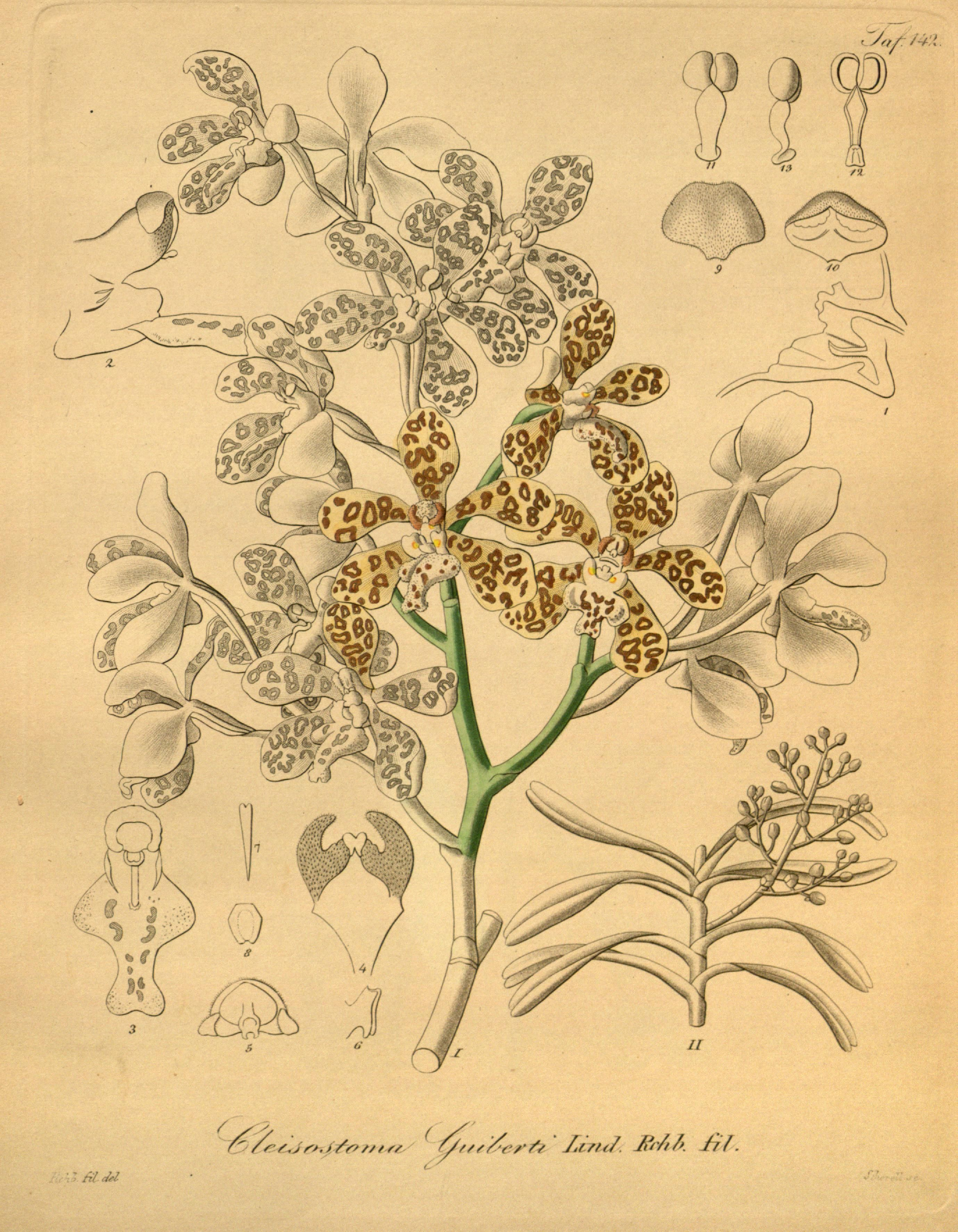